# 藤井千秋
藤井 千秋（ふじい ちあき、1923年(大正12年) - 1985年(昭和60年)5月5日）は、岐阜県出身の画家、イラストレーター。美少女を描いた抒情画で知られる。

## 経歴
この節の出典:
1941年(昭和16年)京都絵画専門学校（現京都市立芸術大学）へ入学､1943年(昭和18年)には学徒出陣で入隊。軍隊入隊中に病のため入院｡動画の背景を描きながら卒業｡終戦後､駐留米軍人の勧めで京都の一流の画商の元に持ち込んだ少女の絵数点が瞬く間に売れ、この一件を契機に出版社から詩集の表紙､挿し絵の依頼が来るようになる。
1947年(昭和22年)新制中学の絵の教師となるが実業之日本社の編集長に少女の絵が認められたために退職。『少女の友』を中心に『女学生の友』『小説ジュニア』『美しい十代』など少女小説の雑誌で清らかな少女絵や挿し絵で活躍。
1963年(昭和38年)より二回の背骨の手術を受けたことにより神経を痛め、同時に血清肝炎となり、入退院を繰り返す｡晩年はベッドでの作品造りが続く｡
1985年(昭和60年)年京都洛北の地で5月5日逝去。享年62歳｡

## 作品集
- 『夢見る昭和の乙女たち―抒情画家、藤井千秋の世界』 （小学館）2001年ISBN 978-4096812945
- 松本育子著『藤井千秋-爽やかに清らかに。エレガントな抒情世界』(らんぷの本)  （河出書房新社）2014年ISBN 978-4309750095